# Børneuniversitetet på Vesterbro
Børne U.N.I på Vesterbro er en skole beliggende på Vesterbro i København. Ideen til skolen opstod blandt forældre og personale i børnehaven Kongerosen også på Vesterbro i København, bl.a. Jette Cabo, Sussi Isaksen og Joan Holm i 1996

## Om Skolen
Børne U.N.I på Vesterbro startede den 12. august 1996.
Grundideen var, at det skulle være en skolen uden fag, timer, klasser og lærere, men efterhånden som skolen voksede en årgang hvert år, blev der stillet krav om afgangsprøver i stil med dem som folkeskole afvikler. Der var i realiteten tale om et forsøg på at skabe en ny type helhedsinstitution, som med tiden ændrede sig, til dels på grund af den store elevtilgang, men også på grund at ønsket om et skoletilbud til og med 9. klasse. Et levn fra de første år, er de såkaldte "Stamgrupper" som er grupperinger på tværs af alle trin og årgange. Disse mødes og samarbejder om indhold der primært er af praktisk musisk karakter, i omtrent 15 skoledage om året. Skolens 3 bogstaver u n og i står for udsyn nærvær og indsigt

"Børneuniversitetet på Vesterbro" er skolens officielle navn men kaldes populært bare for "Børneuni". Organisatorisk hører skolen til i Lilleskolernes Sammenslutning og får statstilskud i henhold til loven om frie skoler "Bekendtgørelse af lov om friskoler og private grundskoler". Skolen er beliggende i et gammelt trykkeri i Valdemarsgade på Vesterbro i København. I dag er skolen hjemsted for ca. 230 elever fordelt på 10 årgange, men reelt er eleverne inddelt i trin med to årgange på hvert trin (det ikke-årgangsdelte trin). Trinnene kaldes for Yngste, Lille Mellem, Store Mellem, Lille Overbygning og Store Overbygning. Alle trin er mere eller mindre samlæste, på tværs af de to årgange. I de øverste årgange er der en lidt tydeligere klasseopdeling, eftersom eleverne klargøres til de afsluttende prøver i hele folkeskolens fagrække, modsat de ikke faglige discipliner. Disse er: formel og reel demokratisk dannelse og virke, aktiviteter ud af huset, valgfag og praktisk musiske forløb, som afvikles på tværs af årgangene. På de yngre trin er grundfagene i større grad også samlæste på tværs af årgangene på trinnet, ligesom også lejrture og forældremøder er det.
Skolens fyrtårne er:
Det sociale bærer – Respekten for det fælles bedste, for derigennem bedst muligt at sikre rammerne for den individuelles sociale udvikling.
Ligeværdig dialog – En ikke fordømmende men respektfuld tone imellem alle – store såvel som små.
Samvær store og små – Stamgrupper og det ikke-årgangsdelte trin og at alle skal have mulighed for at være forbilleder fra tid til anden.
At rejse sammen – lejrture og studieture
Demokratisk dannelse og medbestemmelse – Tydelige beslutningsprocesser og opdragelse til rollerne: ordstyrer, mødereferent og mødeleder.

## Elever
Et grundlæggende punkt for institutionen er, at børnene skal have ansvar og medbestemmelse. Der skal lyttes til børnenes behov. Den voksne bliver ikke lærer, men "didakt", pædagogisk kvalificeret, men også i stand til at gå ind i de forskellige arbejdsprocesser.
Samlet er det målet, at barnet gennem erfaring og erkendelse skal nå til en personlig værdighed og respekt forandre menneskers ret til værdighed. "Livsduelighed.. er et af nøgleordene i Børneuniversitetets idégrundlag.

## Eksterne links
- Børneuniversitetes hjemmeside

|  | Denne artikel om en bygning eller et bygningsværk kan blive bedre, hvis der indsættes et (bedre) billede. Du kan hjælpe ved at afsøge Wikimedia Commons for et passende billede eller lægge et op på Wikimedia Commons med en af de tilladte licenser og indsætte det i artiklen. |

55°40′14.09″N 12°32′54.19″Ø / 55.6705806°N 12.5483861°Ø